# ملکه زیبایی ایالات متحده آمریکا
ملکه زیبایی ایالات متحده آمریکا (انگلیسی: Miss USA) یک مسابقه آمریکایی مسابقه ملکه زیبایی است که از سال ۱۹۵۲ به منظور برگزیدن نماینده آمریکا در مسابقات ملکه زیبایی دوشیزه جهان برگزار می‌شود. مسابقه ملکه زیبایی نوجوان ایالات متحده آمریکا هم هر سال همراه با مراسم ملکه زیبایی ایالات متحده آمریکا برگزار می‌شود.
این مسابقه از ۱۹۹۶ تا ۲۰۱۵ در مالکیت دونالد ترامپ بود و پیشتر از ان‌بی‌سی پخش می‌شد. در سپتامبر ۲۰۱۵ دابلیو ام ای/آی ام جی این مسابقه را از ترامپ خریدند. در اکتبر ۲۰۲۲ جی کی ان گلوبال گروپ این مسابقه را از دابلیو ام ای/آی ام جی خریداری کردند و در حال حاضر مدیریت این سازمان را بر عهده دارند.
ملکه زیبایی ایالات متحده آمریکا حال آلما کوپر از میشیگان است.

## برندگان
| سال  | برنده                  | ایالت            | محل برگزاری               | توضیحات |
| ---- | ---------------------- | ---------------- | ------------------------- | --- |
| ۱۹۵۲ | جکی لاکری              | نیویورک          | لانگ بیچ، کالیفرنیا       | جز ده نفر برتر در دوشیزه جهان |
| ۱۹۵۳ | مارینا هانسن           | ایلینوی          | لانگ بیچ، کالیفرنیا       | کسب قائم مقام در دوشیزه جهان |
| ۱۹۵۴ | میریام استیونسون       | کارولینای جنوبی  | لانگ بیچ، کالیفرنیا       | دوشیزه جهان ۱۹۵۴ |
| ۱۹۵۵ | کارلین کینگ جانسون †   | ورمانت           | لانگ بیچ، کالیفرنیا       | جز پانزده نفر برتر در دوشیزه جهان |
| ۱۹۵۶ | کارول موریس            | آیووا            | لانگ بیچ، کالیفرنیا       | دوشیزه جهان ۱۹۵۶ |
| ۱۹۵۷ | مری لئونا گیج † استعفا | مریلند           | لانگ بیچ، کالیفرنیا       | |
| ۱۹۵۷ | شارلوت شفیلد † جانشین  | یوتا             | لانگ بیچ، کالیفرنیا       | |
| ۱۹۵۸ | آرلین هاول             | لوئیزیانا        | لانگ بیچ، کالیفرنیا       | کسب مقام سوم در دوشیزه جهان |
| ۱۹۵۹ | تری هانتینگدون         | کالیفرنیا        | لانگ بیچ، کالیفرنیا       | کسب مقام دوم در دوشیزه جهان |
| ۱۹۶۰ | لیندا بمنت †           | یوتا             | میامی بیچ، فلوریدا        | دوشیزه جهان ۱۹۶۰ |
| ۱۹۶۱ | شارون براون            | لوئیزیانا        | میامی بیچ، فلوریدا        | کسب مقام چهارم در دوشیزه جهان |
| ۱۹۶۲ | مکل ویلسون             | هاوایی           | میامی بیچ، فلوریدا        | جز پانزده نفر برتر در دوشیزه جهان |
| ۱۹۶۳ | ماریته اوزر            | ایلینوی          | میامی بیچ، فلوریدا        | جز پانزده نفر برتر در دوشیزه جهان |
| ۱۹۶۴ | بابی جانسون            | واشینگتن، دی.سی. | میامی بیچ، فلوریدا        | جز پانزده نفر برتر در دوشیزه جهان |
| ۱۹۶۵ | سو داونی               | اوهایو           | میامی بیچ، فلوریدا        | کسب مقام دوم در دوشیزه جهان |
| ۱۹۶۶ | ماریا رمنی             | کالیفرنیا        | میامی بیچ، فلوریدا        | جز پانزده نفر برتر در دوشیزه جهان |
| ۱۹۶۷ | سیلویا هیچکاک †        | آلاباما          | میامی بیچ، فلوریدا        | دوشیزه جهان ۱۹۶۷ |
| ۱۹۶۷ | شریل پاتون             | فلوریدا          | میامی بیچ، فلوریدا        | - کسب مقام دوم در ملکه زیبایی آمریکا - به دست آوردن مقام اول بعد از سوزان بردلی از کالیفرنیا به دلیل رد کردن مقام زمانی که سیلویا هیچکاک برنده دوشیزه جهان شد |
| ۱۹۶۸ | دوروتی آنستت           | واشینگتن         | میامی بیچ، فلوریدا        | کسب مقام چهارم در دوشیزه جهان |
| ۱۹۶۹ | وندی داسکومب           | ویرجینیا         | میامی بیچ، فلوریدا        | جز پانزده نفر برتر در دوشیزه جهان |
| ۱۹۷۰ | دبورا شلتن             | ویرجینیا         | میامی بیچ، فلوریدا        | کسب قائم مقام در دوشیزه جهان |
| ۱۹۷۱ | میشل مک دونالد †       | پنسیلوانیا       | میامی بیچ، فلوریدا        | جز دوازده نفر برتر در دوشیزه جهان |
| ۱۹۷۲ | تانیا ویلسون           | هاوایی           | دورادو، پورتوریکو         | جز دوازده نفر برتر در دوشیزه جهان |
| ۱۹۷۳ | آماندا جونز            | ایلینوی          | نیویورک، نیویورک          | کسب قائم مقام در دوشیزه جهان |
| ۱۹۷۴ | کارن موریسون-کامستاک   | ایلینوی          | نیاگارا فالز، نیویورک     | جز دوازده نفر برتر در دوشیزه جهان |
| ۱۹۷۵ | سامر بارتولومی         | کالیفرنیا        | نیاگارا فالز، نیویورک     | کسی مقام دوم در دوشیزه جهان |
| ۱۹۷۶ | باربارا پترسون         | مینه‌سوتا         | نیاگارا فالز، نیویورک     | |
| ۱۹۷۷ | کیمبرلی تامز           | تگزاس            | چارلستون، کارولینای جنوبی | جز دوازده نفر برتر در دوشیزه جهان |
| ۱۹۷۸ | جودی اندرسن            | هاوایی           | چارلستون، کارولینای جنوبی | کسب قائم مقام در دوشیزه جهان |
| ۱۹۷۹ | مری ترز فریل           | نیویورک          | بیلاکسی، میسیسیپی         | جز دوازده نفر برتر در دوشیزه جهان |
| ۱۹۸۰ | شاون وترلی             | کارولینای جنوبی  | بیلاکسی، میسیسیپی         | دوشیزه جهان ۱۹۸۰ |
| ۱۹۸۰ | جینین فورد             | آریزونا          | بیلاکسی، میسیسیپی         | - کسب مقام اول در ملکه زیبایی آمریکا - به دست آوردن این مقام زمانی که شاون وترلی دوشیزه جهان شد                                                               |
| ۱۹۸۱ | کیم سلبرد              | اوهایو           | بیلاکسی، میسیسیپی         | جز دوازده نفر برتر در دوشیزه جهان |
| ۱۹۸۲ | تری اوتلی              | آرکانزاس         | بیلاکسی، میسیسیپی         | کسب مقام چهارم در دوشیزه جهان |
| ۱۹۸۳ | جولی هایک              | کالیفرنیا        | ناکسویل، تنسی             | کسب قائم مقام در دوشیزه جهان |
| ۱۹۸۴ | مای شانلی              | نیومکزیکو        | لیکلند، فلوریدا           | جز ده نفر برتر در دوشیزه جهان |
| ۱۹۸۵ | لورا هرینگ             | تگزاس            | لیکلند، فلوریدا           | جز ده نفر برتر در دوشیزه جهان |
| ۱۹۸۶ | کریستی فیختنر          | تگزاس            | میامی، فلوریدا            | کسب قائم مقام در دوشیزه جهان |
| ۱۹۸۷ | میشل رویر              | تگزاس            | البوکرکی، نیومکزیکو       | کسب مقام سوم در دوشیزه جهان |
| ۱۹۸۸ | کورتنی گیبز            | تگزاس            | ال پاسو، تگزاس            | جز ده نفر برتر در دوشیزه جهان |
| ۱۹۸۹ | گرچن پولهموس           | تگزاس            | موبیل، آلاباما            | کسب مقام دوم در دوشیزه جهان |
| ۱۹۹۰ | کارول گیست             | میشیگان          | ویچیتا، کانزاس            | کسب قائم مقام در دوشیزه جهان |
| ۱۹۹۱ | کلی مکارتی             | کانزاس           | ویچیتا، کانزاس            | جز شش نفر برتر در دوشیزه جهان |
| ۱۹۹۲ | شانون مارکتیک          | کالیفرنیا        | ویچیتا، کانزاس            | جز ده نفر برتر در دوشیزه جهان |
| ۱۹۹۳ | کنیا مور               | میشیگان          | ویچیتا، کانزاس            | جز شش نفر برتر در دوشیزه جهان |
| ۱۹۹۴ | لو پارکر               | کارولینای جنوبی  | جزیره پادره جنوبی، تگزاس  | جز شش نفر برتر در دوشیزه جهان |
| ۱۹۹۵ | چلسی اسمیت †           | تگزاس            | جزیره پادره جنوبی، تگزاس  | دوشیزه جهان ۱۹۹۵ |
| ۱۹۹۵ | شانا موکلر             | نیویورک          | جزیره پادره جنوبی، تگزاس  | - کسب مقام اول در ملکه زیبایی آمریکا - به دست آوردن این مقام زمانی که چلسی اسمیت دوشیزه جهان شد                                                               |
| ۱۹۹۶ | اَلی لندری              | لوئیزیانا        | جزیره پادره جنوبی، تگزاس  | جز شش نفر برتر در دوشیزه جهان |
| ۱۹۹۷ | بروک لی                | هاوایی           | شریوپورت، لوئیزیانا       | دوشیزه جهان ۱۹۹۷ |
| ۱۹۹۷ | برندی شروود            | آیداهو           | شریوپورت، لوئیزیانا       | - کسب مقام اول در ملکه زیبایی آمریکا - به دست آوردن این مقام زمانی که بروک لی دوشیزه جهان شد                                                                  |
| ۱۹۹۸ | شاونای جبیا            | ماساچوست         | شریوپورت، لوئیزیانا       | جز پنج نفر برتر در دوشیزه جهان |
| ۱۹۹۹ | کیمبرلی پرسلر          | نیویورک          | برنسون، میزوری            | |
| ۲۰۰۰ | لینت کول               | تنسی             | برنسون، میزوری            | جز پنج نفر برتر در دوشیزه جهان |
| ۲۰۰۱ | کندیس کروجر            | تگزاس            | گری، ایندیانا             | کسب مقام دوم در دوشیزه جهان |
| ۲۰۰۲ | شائونتی هینتون         | واشینگتن، دی.سی. | گری، ایندیانا             | |
| ۲۰۰۳ | سوزی کاستیلو           | ماساچوست         | سن آنتونیو، تگزاس         | جز پانزده نفر برتر در دوشیزه جهان |
| ۲۰۰۴ | شاندی فینیسی           | میزوری           | لس آنجلس، کالیفرنیا       | کسب قائم مقام در دوشیزه جهان |
| ۲۰۰۵ | چلسی کولی              | کارولینای شمالی  | بالتیمور، مریلند          | جز ده نفر برتر در دوشیزه جهان |
| ۲۰۰۶ | تارا کانر              | کنتاکی           | بالتیمور، مریلند          | کسب مقام چهارم در دوشیزه جهان |
| ۲۰۰۷ | ریچل اسمیت             | تنسی             | لس آنجلس، کالیفرنیا       | کسب مقام چهارم در دوشیزه جهان |
| ۲۰۰۸ | کریستل استوارت         | تگزاس            | لاس وگاس، نوادا           | جز ده نفر برتر در دوشیزه جهان |
| ۲۰۰۹ | کریستن دالتون          | کارولینای شمالی  | لاس وگاس، نوادا           | جز ده نفر برتر در دوشیزه جهان |
| ۲۰۱۰ | ریما فقیه              | میشیگان          | لاس وگاس، نوادا           | |
| ۲۰۱۱ | آلیسا کامپانلا         | کالیفرنیا        | لاس وگاس، نوادا           | جز شانزده نفر برتر در دوشیزه جهان |
| ۲۰۱۲ | اولیویا کالپو          | رود آیلند        | لاس وگاس، نوادا           | دوشیزه جهان ۲۰۱۲ |
| ۲۰۱۲ | نانا ماریوثر           | مریلند           | لاس وگاس، نوادا           | - کسب مقام اول در ملکه زیبایی آمریکا - به دست آوردن این مقام زمانی که اولیویا کالپو دوشیزه جهان شد                                                            |
| ۲۰۱۳ | ارین برادی             | کنتیکت           | لاس وگاس، نوادا           | جز ده نفر برتر در دوشیزه جهان |
| ۲۰۱۴ | نیا سانچز              | نوادا            | بتن‌روژ، لوئیزیانا         | کسب قائم مقام در دوشیزه جهان |
| ۲۰۱۵ | اولیویا جردن           | اکلاهما          | بتن‌روژ، لوئیزیانا         | کسب مقام دوم در دوشیزه جهان |
| ۲۰۱۶ | دشانا باربر            | واشینگتن، دی.سی. | لاس وگاس، نوادا           | جز نه نفر برتر در دوشیزه جهان |
| ۲۰۱۷ | کارا مک‌کالو            | واشینگتن، دی.سی. | لاس وگاس، نوادا           | جز ده نفر برتر در دوشیزه جهان |
| ۲۰۱۸ | سارا رز سامرز          | نبراسکا          | شریوپورت، لوئیزیانا       | جز بیست نفر برتر در دوشیزه جهان |
| ۲۰۱۹ | چسلی کریست †           | کارولینای شمالی  | رینو، نوادا               | جز ده نفر برتر در دوشیزه جهان |
| ۲۰۲۰ | آسیا برنچ              | میسیسیپی         | ممفیس، تنسی               | جز بیست و یک نفر برتر در دوشیزه جهان |
| ۲۰۲۱ | ال اسمیت               | کنتاکی           | تالسا، اکلاهما            | جز ده نفر برتر در دوشیزه جهان |
| ۲۰۲۲ | آربونی گابریل          | تگزاس            | رینو، نوادا               | دوشیزه جهان ۲۰۲۲ |
| ۲۰۲۲ | مورگان رومانو          | کارولینای شمالی  | رینو، نوادا               | - کسب مقام اول در ملکه زیبایی آمریکا - به دست آوردن این مقام زمانی که آربونی گابریل دوشیزه جهان شد                                                            |
| ۲۰۲۳ | نولیا ووگت استعفا      | یوتا             | رینو، نوادا               | جز بیست نفر برتر در دوشیزه جهان |
| ۲۰۲۳ | ساوانا گانکیویچ جانشین | هاوایی           | رینو، نوادا               | |
| ۲۰۲۴ | آلما کوپر              | میشیگان          | لس آنجلس، کالیفرنیا       | |
| ۲۰۲۵ |                        |                  |                           | |

##### ایالت بر اساس تعداد برد
| ایالت            | عناوین | سال                                                        |
| ---------------- | ------ | ---------------------------------------------------------- |
| تگزاس            | ۱۰     | ۱۹۷۷, ۱۹۸۵, ۱۹۸۶, ۱۹۸۷, ۱۹۸۸, ۱۹۸۹, ۱۹۹۵, ۲۰۰۱, ۲۰۰۸, ۲۰۲۲ |
| کالیفرنیا        | ۶      | ۱۹۵۹, ۱۹۶۶, ۱۹۷۵, ۱۹۸۳, ۱۹۹۲, ۲۰۱۱                         |
| هاوایی           | ۵      | ۱۹۶۲, ۱۹۷۲, ۱۹۷۸, ۱۹۹۷, ۲۰۲۳                               |
| میشیگان          | ۴      | ۱۹۹۰, ۱۹۹۳, ۲۰۱۰, ۲۰۲۴                                     |
| کارولینای شمالی  | ۴      | ۲۰۰۵, ۲۰۰۹, ۲۰۱۹، ۲۰۲۲                                     |
| واشینگتن، دی.سی. | ۴      | ۱۹۶۴، ۲۰۰۲, ۲۰۱۶, ۲۰۱۷                                     |
| نیویورک          | ۴      | ۱۹۵۲, ۱۹۷۹, ۱۹۹۵, ۱۹۹۹                                     |
| ایلینوی          | ۴      | ۱۹۵۳, ۱۹۶۳, ۱۹۷۳, ۱۹۷۴                                     |
| یوتا             | ۳      | ۱۹۵۷, ۱۹۶۰, ۲۰۲۳                                           |
| لوئیزیانا        | ۳      | ۱۹۵۸, ۱۹۶۱, ۱۹۹۶                                           |
| کارولینای جنوبی  | ۳      | ۱۹۵۴, ۱۹۸۰, ۱۹۹۴                                           |
| کنتاکی           | ۲      | ۲۰۰۶, ۲۰۲۱                                                 |
| مریلند           | ۲      | ۱۹۵۷, ۲۰۱۲                                                 |
| تنسی             | ۲      | ۲۰۰۰, ۲۰۰۷                                                 |
| ماساچوست         | ۲      | ۱۹۹۸, ۲۰۰۳                                                 |
| اوهایو           | ۲      | ۱۹۶۵, ۱۹۸۱                                                 |
| ویرجینیا         | ۲      | ۱۹۶۹, ۱۹۷۰                                                 |
| میسیسیپی         | ۱      | ۲۰۲۰                                                       |
| نبراسکا          | ۱      | ۲۰۱۸                                                       |
| اکلاهما          | ۱      | ۲۰۱۵                                                       |
| نوادا            | ۱      | ۲۰۱۴                                                       |
| کنتیکت           | ۱      | ۲۰۱۳                                                       |
| رود آیلند        | ۱      | ۲۰۱۲                                                       |
| میزوری           | ۱      | ۲۰۰۴                                                       |
| آیداهو           | ۱      | ۱۹۹۷                                                       |
| کانزاس           | ۱      | ۱۹۹۱                                                       |
| نیومکزیکو        | ۱      | ۱۹۸۴                                                       |
| آرکانزاس         | ۱      | ۱۹۸۲                                                       |
| آریزونا          | ۱      | ۱۹۸۰                                                       |
| مینه‌سوتا         | ۱      | ۱۹۷۶                                                       |
| پنسیلوانیا       | ۱      | ۱۹۷۱                                                       |
| واشینگتن         | ۱      | ۱۹۶۸                                                       |
| آلاباما          | ۱      | ۱۹۶۷                                                       |
| فلوریدا          | ۱      | ۱۹۶۷                                                       |
| آیووا            | ۱      | ۱۹۵۶                                                       |
| ورمانت           | ۱      | ۱۹۵۵                                                       |